# Francis Scott Key Bridge (Washington, D.C.)
Francis Scott Key Bridge, i vardagsspråk ofta bara Key Bridge, är en sexfilig bågbro i armerad betong som leder U.S. Route 29 (US 29) över Potomac mellan Arlington County i Virginia, och Georgetown i Washington, D.C. Bron färdigställdes 1923, och är Washingtons äldsta kvarvarande bro över Potomac. Dess farbara höjd över vattenytan är omkring 18 meter.

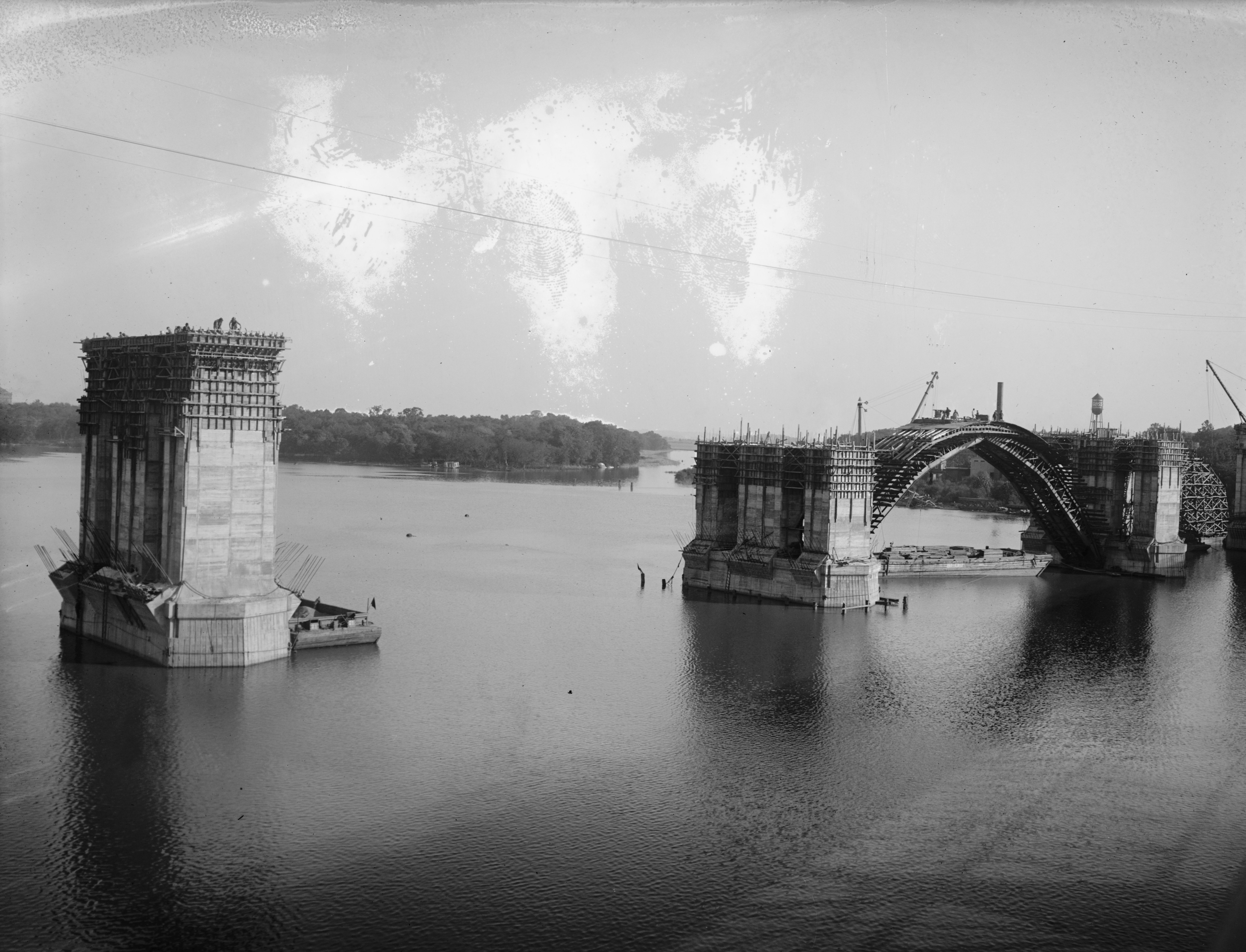
Key Bridge-bygget cirka 1920

Francis Scott Key skrev 1814 texten till USA:s nationalsång The Star-Spangled Banner.